# Jozo Martinčević
Jozo Martinčević (Varaždin, 12. ožujka 1900. – Zagreb, 22. listopada 1991.) je bio hrvatski glumac.

## Životopis
Jozo Martinčević je bio istaknuti hrvatski kazališni glumac. Započeo je karijeru u rodnom Varaždinu 1916., a zatim nastavio u Zagrebu, Ljubljani, Osijeku, Sarajevu, Rijeci...odigravši golem repertoar više od stotinu likova među kojima su Shakespeareovi Otello i Klaudije, Schillerov Kralj Filip Drugi, Senečićev Matoš, Begovićev Gubec i dr. Jedini je hrvatski glumac koji je odigrao sve Cankarove likove na slovenskom jeziku. Na praizvedbi drame "U logoru" M. Krleže u Osijeku tumačio je ulogu Waltera. U Zagrebu je bio prvak drame HNK, važne krležijanske uloge barun Lembach "U agoniji", Klamfar "Leda", Silberbrandt "Gospoda Glembajevi". Bio je doživotni počasni intendant varaždinskog kazališta.
Otac je muzikologinje Jagode Majske Martinčević.
Djed je hrvatske glumice Dore Lipovčan.

## Filmografija

### Filmske uloge
- "Čuvaj se senjske ruke" kao Barbaro (1964.)
- "Licem u lice" kao Vuk (1963.)
- "Pustolov pred vratima" kao Smrt #2 (1961.)
- "Vražiji otok" (1960.)
- "Lisinski" (1944.)

### Televizijske uloge
- "Fiškal" (1970.)
- "Sumorna jesen" kao kučepazitelj (1969.)

## Vanjske poveznice
- Jozo Martinčević u internetskoj bazi filmova IMDb-u (engl.)